# 1100.
◄ | 10. stoljeće | 11. stoljeće | 12. stoljeće | ►
◄ | 1070-ih | 1080-ih | 1090-ih | 1100-ih | 1110-ih | 1120-ih | 1130-ih | ►
◄◄ | ◄ | 1097. | 1098. | 1099. | 1100. | 1101. | 1102. | 1103. | ► | ►►
Arhitektura • Astronomija • Knjige • Književnost • Kršćanstvo • Medicina • Pravo • Promet • Znanost

## Događaji
- Nastala je Baščanska ploča, starohrvatski glagoljski spomenik.

## Rođenja
- Evermod Ratzeburški, belgijsko-njemački redovnik, misionar i biskup († 1178.)

## Vanjske poveznice
|  | Zajednički poslužitelj ima još gradiva o temi 1100. |